# Roon (Schiff, 1906)
Die Roon, nach dem preußischen Generalfeldmarschall Albrecht von Roon (1803–1879), war ein als Großer Kreuzer klassifizierter Panzerkreuzer der Kaiserlichen Marine und Typschiff der Roon-Klasse. Das einzige Schwesterschiff war die Yorck.

## Geschichte
Der Kreuzer lief am 27. Juni 1903 auf der Kaiserlichen Werft Kiel vom Stapel, wurde aber erst drei Jahre später, am 5. April 1906, in Dienst gestellt. Mit 127 m Länge, 20,2 m Breite und 7,3 m Tiefgang verdrängte das Schiff 9500 Tonnen. Die Bewaffnung bestand aus vier 21-cm-L/40-Schnellfeuerkanonen in zwei Doppeltürmen, zehn 15-cm-L/40-Schnellfeuerkanonen, 14 8,8-cm-L/35-Schnellfeuerkanonen sowie vier 45-cm-Torpedorohren. Drei Dampfmaschinen gaben dem Schiff 20.625 PS und eine Höchstgeschwindigkeit von 21,4 Knoten. Die Reichweite betrug 5000 Seemeilen. Die Besatzung zählte 633 Mann.
Die Roon wurde den Aufklärungsstreitkräften zugeteilt und nahm in den nächsten Jahren an verschiedenen Flottenmanövern und 1907 an Truppentransporten nach Tsingtao und einer USA-Reise teil. Durch den Bau der erheblich schnelleren und stärker bewaffneten neuen Schlachtkreuzer wurde das Schiff aber schon sehr bald obsolet und daher schon 1911 außer Dienst gestellt.
Bei Ausbruch des Ersten Weltkriegs wurde die Roon reaktiviert, um zunächst als Flaggschiff der III. Aufklärungsgruppe unter Konteradmiral Hubert von Rebeur-Paschwitz und dann bei den Aufklärungsstreitkräften der Ostsee als Aufklärungsschiff in der Ostsee zu dienen. Wegen des nur schwach ausgebildeten Unterwasserschutzes war der Kreuzer allerdings nur sehr bedingt einsatztauglich. Er nahm am 2. Juli 1915 am Gefecht bei Gotland teil, bei dem es zum Feuerwechsel mit den russischen Panzerkreuzern Rurik und Bajan kam. Dabei wurden zwei Treffer erzielt; die Roon wurde durch einen Nahtreffer an der Funkantenne beschädigt. Am 10. August desselben Jahres kam es zu einem Gefecht mit russischen Zerstören bei Zerel. Hinzu kamen einige Küstenbeschießungen an der kurländischen Küste.

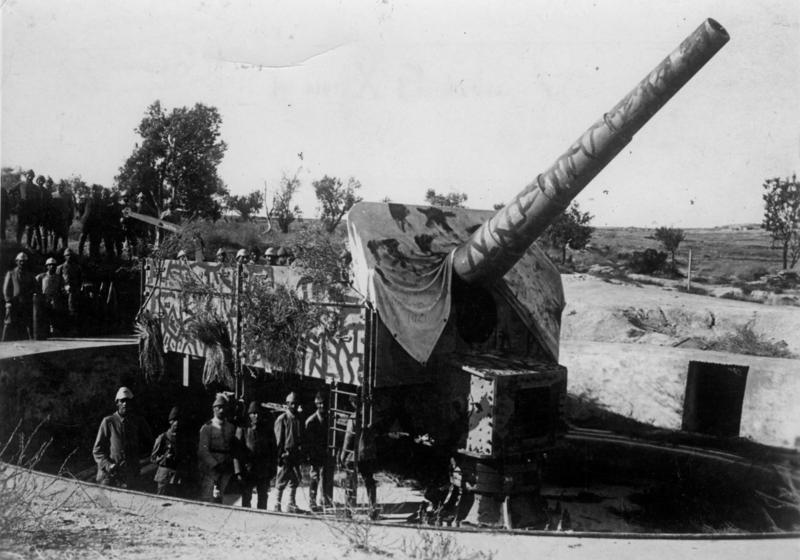
Ein 21-cm-Geschütz wurde 1915 an die Dardanellenfront abgegeben

Im Jahr 1916 wurde das Schiff wieder außer Dienst gestellt und als Wohnschiff in Kiel festgemacht. Überlegungen, den großen Rumpf des noch nicht übermäßig alten und recht schnellen Schiffs zu nutzen, mündeten in einem Umbauplan zum Seeflugzeugträger. Vorgesehen waren vier Seeflugzeuge und eine Bewaffnung von 6 × 15-cm-Sk und 6 × 8,8-cm-Flak. Im Sommer 1918 begannen die Umbauarbeiten. Sie wurden jedoch nach relativ kurzer Zeit wieder eingestellt, da man im Konstruktionsamt des Reichsmarineamts nun einen echten Flugzeugträger bevorzugte und den seit 1914 unfertig bei Blohm & Voss in Hamburg liegenden italienischen Passagierdampfer Ausonia zum Flugzeugdampfer I mit höchster Priorität umbauen wollte.
1920 wurde das Schiff endgültig außer Dienst gestellt, am 25. November 1920 aus der Liste der Kriegsschiffe gestrichen und 1921 in Kiel abgewrackt.

## Kommandanten
| Kommandanten                                               | Kommandanten                       | Kommandanten                       |
| ---------------------------------------------------------- | ---------------------------------- | ---------------------------------- |
| Korvettenkapitän Titus Türk                                | 3. Februar 1906 bis ?              | 3. Februar 1906 bis ?              |
| Kapitän zur See Fritz Hoffmann                             | April 1906 bis September 1906      | April 1906 bis September 1906      |
| Fregattenkapitän Oskar von Platen-Hallermund in Vertretung | September 1906 bis Oktober 1906    | September 1906 bis Oktober 1906    |
| Kapitän zur See Karl Zimmermann                            | Oktober 1906 bis September 1907    | Oktober 1906 bis September 1907    |
| Fregattenkapitän/Kapitän zur See Friedrich Schrader        | Oktober 1907 bis September 1908    | Oktober 1907 bis September 1908    |
| Fregattenkapitän/Kapitän zur See Georg Scheidt             | Oktober 1908 bis September 1910    | Oktober 1908 bis September 1910    |
| Kapitän zur See Hans von Abeken                            | September 1910 bis September 1911  | September 1910 bis September 1911  |
| Kapitän zur See Johannes von Karpf                         | August 1914 bis April 1915         | August 1914 bis April 1915         |
| Fregattenkapitän/Kapitän zur See Hans Gygas                | 28. April 1915 bis 29. Januar 1916 | 28. April 1915 bis 29. Januar 1916 |
| Korvettenkapitän Ernst Hoffmann                            | Januar 1916 bis Februar 1916       | Januar 1916 bis Februar 1916       |
| Korvettenkapitän Walter Holtzapfel                         | November 1916 bis Januar 1917      | November 1916 bis Januar 1917      |
| Korvettenkapitän Bruno Hintze                              | Januar 1917 bis Februar 1917       | Januar 1917 bis Februar 1917       |
| Kapitän zur See Wilhelm Adelung                            | Februar 1917 bis Januar 1918       | Februar 1917 bis Januar 1918       |
| Fregattenkapitän/Kapitän zur See Bruno Heuberer            | Januar 1918 bis Dezember 1918      | Januar 1918 bis Dezember 1918      |